# Cantó de Marsella Lei Cinc Avengudas
El cantó de Marsella Lei Cinc Avengudas és un cantó francès del departament de les Boques del Roine, situat al districte de Marsella. És format per part del municipi de Marsella.

## Municipis
Aplega tot o part dels següents barris de Marsella:
- Lei Cinc Avengudas
- Les Chartreux
- Chutes-Lavie
- Saint-Charles
- Le Chapitre
- Les Réformés

| Data d'elecció                           | Identitat              | Partit | Qualitat |
| ---------------------------------------- | ---------------------- | ------ | -------- |
| 1973-1979                                | Jules Rocca-Serra      | PS     |          |
| 1979-1992                                | Roland Blum            | UDF-PR |          |
| 1992-1998                                | Marie-Louise Lota      | UDF-DL |          |
| 1998-                                    | Marie-Arlette Carlotti | PS     |          |
| les dades anteriors no són pas conegudes |                        |        |          |